# 1987 en Ontario
Chronologie de l'Ontario
- 1983
- 1984
- 1985
- 1986
- 1987
- 1988
- 1989
- 1990
- 1991

Cette page concerne des événements d'actualité qui se sont produits durant l'année 1987 dans la province canadienne de l'Ontario.

## Politique
- Premier ministre : David Peterson du parti libéral de l'Ontario
- Chef de l'Opposition :
- Lieutenant-gouverneur :
- Législature :

## Événements

### Janvier
- 1er janvier : entrée en ondes du premier téléviseur franco-ontariens La Chaîne Française.

## Décès
- 21 mars : Walter L. Gordon, député fédéral de Davenport (1962-1968) (° 27 janvier 1906).
- 11 septembre : Lorne Greene, acteur et musicien (° 12 février 1915).
- 29 novembre : Gwendolyn MacEwen, poétesse et romancière (° 7 mars 1941).